# Jonathan Rodríguez
Jonathan Javier Rodríguez Portillo (Florida, 1993. július 6. –), ismertebb nevén Jonathan Rodríguez uruguayi válogatott labdarúgó, az amerikai Portland Timbers csatára.
Az uruguayi labdarúgó-válogatottban első gólját 2014. október 13-án szerezte egy Omán elleni barátságos mérkőzésen.